# 郎友良
郎友良（1952年—），河北迁安人。中国人民解放军中将。
1990年9月，任中国人民解放军第14集团军31师政治部主任。1995年2月，任31师政委。1999年8月，任西藏军区副政委。2005年12月，任重庆警备区政委。2007年8月，任云南省军区政委。2010年7月，任西藏军区政委。2011年7月，晋升为中将军衔。2012年12月，调任军事科学院副政委兼纪委书记。2015年到龄退役。2018年2月24日，当选为第十三届全国人大代表。